# Distretto di Raška
Il distretto di Raška (in serbo Рашки округ?, Raški okrug) è un distretto della Serbia centrale.

## Comuni
Il distretto si divide in cinque comuni:
- Kraljevo
- Vrnjačka Banja
- Raška
- Novi Pazar
- Tutin